# Liste d'aéroports

## Par code
- A
- B
- C
- D
- E
- F
- G
- H
- I
- J
- K
- L
- M
- N
- O
- P
- Q
- R
- S
- T
- U
- V
- W
- X
- Y
- Z

- A
- B
- C
- D
- E
- F
- G
- H
- I
- J
- K
- L
- M
- N
- O
- P
- Q
- R
- S
- T
- U
- V
- W
- X
- Y
- Z

## Par continent
- Afrique
- Asie
- Europe
- Océanie
- Amérique du Nord
- Amérique du Sud
- Par pays voir Catégorie:Aéroport par pays

## Par trafic
- Aéroports les plus fréquentés au monde (par continent : Afrique, Asie, Amérique du Nord, Amérique du Sud, Europe, Océanie)
  - par nombre de passagers
  - par nombre de passagers internationaux
  - par des mouvements d'aéronefs
  - par le trafic de fret
- Ville par nombre total de passagers dans ses aéroports

## Autres
- Liste des aéroports internationaux
  - Afrique
  - Asie
  - Amérique du Nord
  - Amérique du Sud
  - Europe
  - Océanie
- Liste des aéroports abandonnés
  - Afrique
  - Asie
  - Amérique du Nord
  - Amérique du Sud
  - Europe
  - Océanie
- Liste des aéroports internationaux abandonnés
  - Afrique
  - Asie
  - Amérique du Nord
  - Amérique du Sud
  - Europe
  - Océanie
- Liste des plates-formes de correspondance
- Par aire métropolitaine : Catégorie:Aéroport par ville
- Liste des éponymes des aéroports (en)
- Listes des installations militaires (en)
- Liste de villes avec plus d'un aéroport
- Liste des plus grands aéroports commerciaux (en)